# Marolles (Marne)
Marolles is een gemeente in het Franse departement Marne (regio Grand Est) en telt 529 inwoners (1999). De plaats maakt deel uit van het arrondissement Vitry-le-François.

## Geografie
De oppervlakte van Marolles bedraagt 4,4 km², de bevolkingsdichtheid is 120,2 inwoners per km².
De onderstaande kaart toont de ligging van Marolles (Marne) met de belangrijkste infrastructuur en aangrenzende gemeenten.

## Demografie
Onderstaande figuur toont het verloop van het inwonertal (bron: INSEE-tellingen).